# Scaloppine

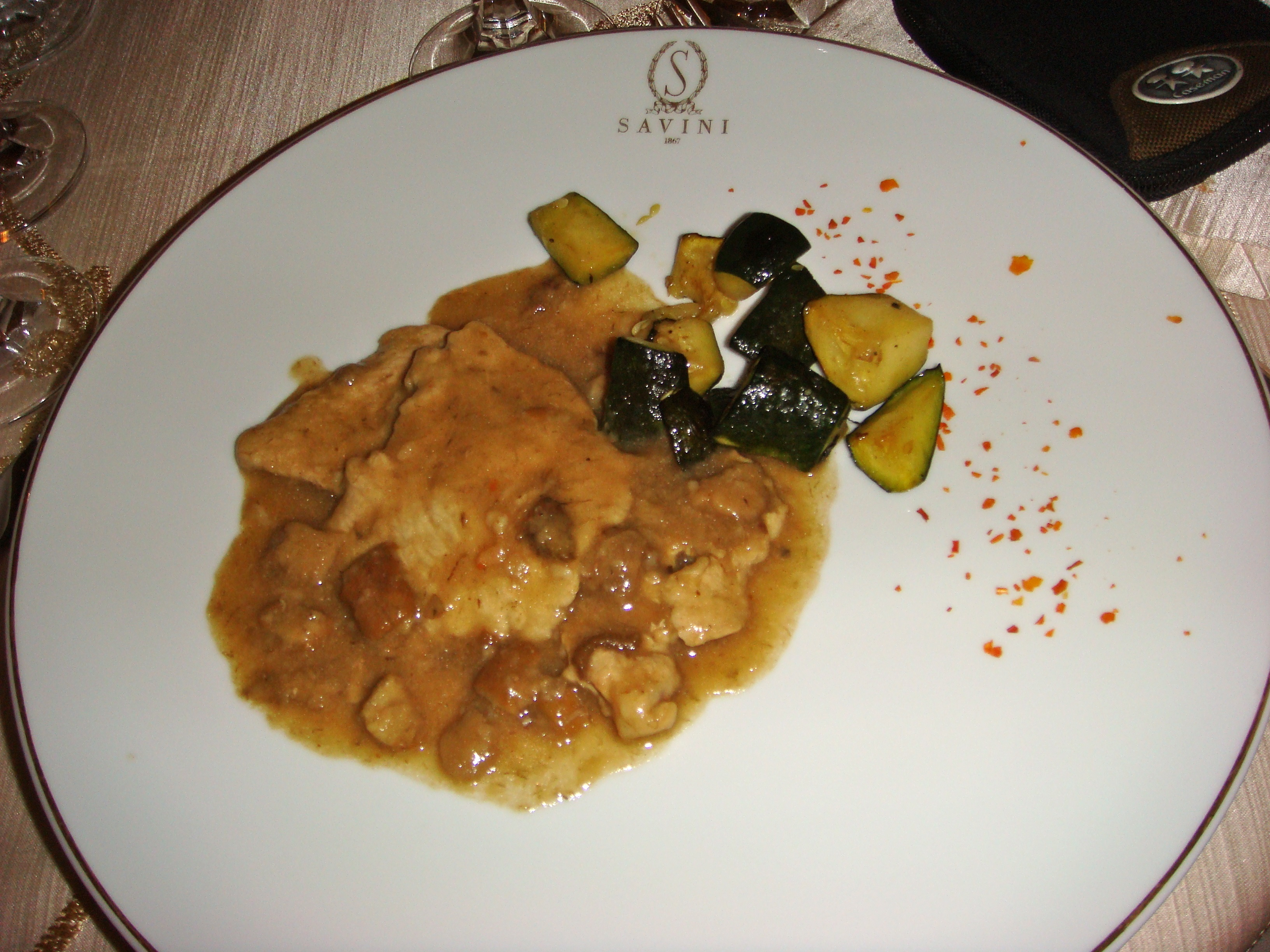
Scaloppine de ternera con funghi porcini y zucchini.

Los scaloppine (plural y diminutivo de scaloppa, ‘escalope’, es decir, filete fino) son un plato italiano consistente en filetes finos, habitualmente de ternera (aunque también pueden ser de pollo), enharinados, salteados y luego calentados y servidos con una salsa de tomate o vino, o bien en piccata, con una salsa de alcaparras y limón. Se prepara también en la italoestadounidense.